# Monte Carlo Open 1999 - Qualificazioni singolare
Le qualificazioni del singolare  del Monte Carlo Open 1999 sono state un torneo di tennis preliminare per accedere alla fase finale della manifestazione. I vincitori dell'ultimo turno sono entrati di diritto nel tabellone principale. In caso di ritiro di uno o più giocatori aventi diritto a questi sono subentrati i lucky loser, ossia i giocatori che hanno perso nell'ultimo turno ma che avevano una classifica più alta rispetto agli altri partecipanti che avevano comunque perso nel turno finale.
Le qualificazioni del torneo Monte Carlo Open 1999 prevedevano 28 partecipanti di cui 7 sono entrati nel tabellone principale.

## Teste di serie
1. Sjeng Schalken (ultimo turno)
2. Jiří Novák (Qualificato)
3. Franco Squillari (Qualificato)
4. John van Lottum (Qualificato)
5. Richard Fromberg (primo turno)
6. Albert Portas (primo turno)
7. Arnaud Clément (Qualificato)

1. Assente
2. Dinu Pescariu (ultimo turno)
3. Vincenzo Santopadre (ultimo turno)
4. Sebastián Prieto (primo turno)
5. Márcio Carlsson (Qualificato)
6. Renzo Furlan (primo turno)
7. Diego Nargiso (ultimo turno)

## Qualificati
1. Márcio Carlsson
2. Jiří Novák
3. Franco Squillari
4. John van Lottum

1. Sebastián Prieto
2. Ivan Ljubičić
3. Arnaud Clément

## Tabellone

### Legenda
| - Q = Qualificato - WC = Wild card - LL = Lucky loser | - ALT = Alternate - SE = Special Exempt - PR = Protected Ranking | - w/o = Walkover - r = Ritirato - d = Squalificato |

### Sezione 1
|  | Primo turno | Primo turno     | Primo turno     | Primo turno | Primo turno |  |  | Ultimo turno | Ultimo turno    | Ultimo turno | Ultimo turno | Ultimo turno |  |
|  |             |                 |                 |             |             |  |  |              |                 |              |              |              |  |
|  | 1           | Sjeng Schalken  | 6               | 1           | 7           |  |  |              |                 |              |              |              |  |
|  |             | Julien Boutter  | 4               | 6           | 6           |  |  | 1            | Sjeng Schalken  | 7            | 2            | 4            |  |
|  | 12          | Márcio Carlsson | Márcio Carlsson | 6           | 6           |  |  | 12           | Márcio Carlsson | 6            | 6            | 6            |  |
|  |             | Ivo Heuberger   | Ivo Heuberger   | 2           | 1           |  |  |              |                 |              |              |              |  |

### Sezione 2
|  | Primo turno | Primo turno      | Primo turno      | Primo turno | Primo turno |  |  | Ultimo turno | Ultimo turno | Ultimo turno | Ultimo turno | Ultimo turno |  |
|  |             |                  |                  |             |             |  |  |              |              |              |              |              |  |
|  | 2           | Jiří Novák       | Jiří Novák       | 6           | 6           |  |  |              |              |              |              |              |  |
|  |             | Christophe Bosio | Christophe Bosio | 0           | 0           |  |  | 2            | Jiří Novák   | Jiří Novák   | 6            | 6            |  |
|  |             | Renzo Furlan     | Renzo Furlan     | 7           | 6           |  |  |              | Renzo Furlan | Renzo Furlan | 3            | 0            |  |
|  | 13          | Mosè Navarra     | Mosè Navarra     | 6           | 3           |  |  |              |              |              |              |              |  |

### Sezione 3
|  | Primo turno | Primo turno        | Primo turno        | Primo turno | Primo turno |  |  | Ultimo turno | Ultimo turno     | Ultimo turno     | Ultimo turno | Ultimo turno |  |
|  |             |                    |                    |             |             |  |  |              |                  |                  |              |              |  |
|  | 3           | Franco Squillari   | Franco Squillari   | 6           | 6           |  |  |              |                  |                  |              |              |  |
|  |             | Juan Ignacio Chela | Juan Ignacio Chela | 3           | 0           |  |  | 3            | Franco Squillari | Franco Squillari | 6            | 6            |  |
|  | 14          | Diego Nargiso      | Diego Nargiso      | 7           | 7           |  |  | 14           | Diego Nargiso    | Diego Nargiso    | 0            | 1            |  |
|  |             | Lionel Roux        | Lionel Roux        | 5           | 5           |  |  |              |                  |                  |              |              |  |

### Sezione 4
|  | Primo turno | Primo turno         | Primo turno         | Primo turno | Primo turno |  |  | Ultimo turno | Ultimo turno        | Ultimo turno        | Ultimo turno | Ultimo turno |  |
|  |             |                     |                     |             |             |  |  |              |                     |                     |              |              |  |
|  | 4           | John van Lottum     | John van Lottum     | 6           | 7           |  |  |              |                     |                     |              |              |  |
|  |             | Arnaud Dalbergue    | Arnaud Dalbergue    | 4           | 6           |  |  | 4            | John van Lottum     | John van Lottum     | 6            | 7            |  |
|  | 10          | Vincenzo Santopadre | Vincenzo Santopadre | 6           | 6           |  |  | 10           | Vincenzo Santopadre | Vincenzo Santopadre | 4            | 6            |  |
|  |             | Jan Frode Andersen  | Jan Frode Andersen  | 4           | 2           |  |  |              |                     |                     |              |              |  |

### Sezione 5
|  | Primo turno | Primo turno         | Primo turno      | Primo turno | Primo turno |  |  | Ultimo turno        | Ultimo turno        | Ultimo turno        | Ultimo turno | Ultimo turno |  |
|  |             |                     |                  |             |             |  |  |                     |                     |                     |              |              |  |
|  |             | Marc-Kevin Goellner | 3                | 6           | 6           |  |  |                     |                     |                     |              |              |  |
|  | 5           | Richard Fromberg    | 6                | 4           | 3           |  |  | Marc-Kevin Goellner | Marc-Kevin Goellner | Marc-Kevin Goellner | 4            | 3            |  |
|  |             | Sebastián Prieto    | Sebastián Prieto | 6           | 6           |  |  | Sebastián Prieto    | Sebastián Prieto    | Sebastián Prieto    | 6            | 6            |  |
|  | 11          | Eduardo Medica      | Eduardo Medica   | 4           | 3           |  |  |                     |                     |                     |              |              |  |

### Sezione 6
|  | Primo turno     | Primo turno     | Primo turno | Primo turno | Primo turno |  |  | Ultimo turno    | Ultimo turno    | Ultimo turno    | Ultimo turno | Ultimo turno |  |
|  |                 |                 |             |             |             |  |  |                 |                 |                 |              |              |  |
|  |                 | Andrej Čerkasov | 7           | 1           | 6           |  |  |                 |                 |                 |              |              |  |
|  | 6               | Albert Portas   | 6           | 6           | 2           |  |  | Andrej Čerkasov | Andrej Čerkasov | Andrej Čerkasov | 3            | 4            |  |
|  | Ivan Ljubičić   | Ivan Ljubičić   | 2           | 6           | 6           |  |  | Ivan Ljubičić   | Ivan Ljubičić   | Ivan Ljubičić   | 6            | 6            |  |
|  | Agustín Calleri | Agustín Calleri | 6           | 2           | 3           |  |  |                 |                 |                 |              |              |  |

### Sezione 7
|  | Primo turno | Primo turno       | Primo turno     | Primo turno | Primo turno |  |  | Ultimo turno | Ultimo turno   | Ultimo turno   | Ultimo turno | Ultimo turno |  |
|  |             |                   |                 |             |             |  |  |              |                |                |              |              |  |
|  | 7           | Arnaud Clément    | 6               | 3           | 6           |  |  |              |                |                |              |              |  |
|  |             | Cristiano Caratti | 3               | 6           | 0           |  |  | 7            | Arnaud Clément | Arnaud Clément | 6            | 6            |  |
|  | 9           | Dinu Pescariu     | Dinu Pescariu   | 7           | 6           |  |  | 9            | Dinu Pescariu  | Dinu Pescariu  | 3            | 3            |  |
|  |             | Marcos Ondruska   | Marcos Ondruska | 6           | 1           |  |  |              |                |                |              |              |  |